# Progression I-vi-IV-V

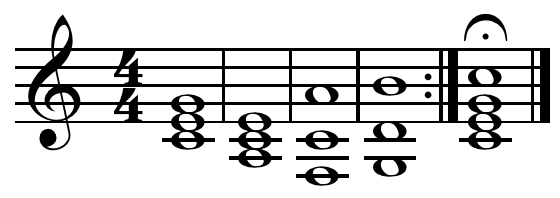
Progression I-vi-IV-V

I-vi-IV-V est une progression d'accords largement utilisée dans la musique occidentale. Aussi appelée 50s progression en anglais. Elle fut largement popularisée dans les années 1950 à 1960, et est plus particulièrement associée au doo-wop.
La progression se base sur un accord majeur formé sur la tonique (I), un accord mineur sur le ton relatif mineur, un accord majeur formé sur la sous-dominante (IV) et un accord majeur formé sur la dominante (V).
Par exemple, en Do majeur, on aura les accords suivants  : Do majeur, La mineur, Fa majeur, Sol majeur. En La majeur, cela donnera les accords La majeur, Fa dièse mineur, Ré majeur, Mi majeur.
Plusieurs variations et déclinaisons sont possibles afin de construire une grille d'accords sur cette progression.

## Liste des accords par degré
| I  | vi  | IV | V  |
| -- | --- | -- | -- |
| A  | F#m | D  | E  |
| A# | Gm  | D# | F  |
| B  | G#m | E  | F# |
| C  | Am  | F  | G  |
| C# | A#m | F# | G# |
| D  | Bm  | G  | A  |
| D# | Cm  | G# | A# |
| E  | C#m | A  | B  |
| F  | Dm  | A# | C  |
| F# | D#m | B  | C# |
| G  | Em  | C  | D  |
| G# | Fm  | C# | D# |